# ۲-آمینوموکونیک اسید
۲-آمینوموکونیک اسید (به انگلیسی: 2-Aminomuconic acid) با فرمول شیمیایی C6H7NO4 یک ترکیب شیمیایی با شناسه پاب‌کم 64832 است. که جرم مولی آن ۱۵۷٫۱۲ گرم بر مول می‌باشد. 